# قرزح ضيق الأوراق
قرزح ضيق الأوراق (الاسم العلمي:Atraphaxis angustifolia) هي نوع من النباتات يتبع جنس القرزح من الفصيلة البطباطية.